# 조 도양왕
조 도양왕(趙悼襄王, ? ~ 기원전 236년)은 전국 시대 조나라의 왕이다. 이름은 언(偃)이다. 조 효성왕의 아들이다. 조 도양왕의 아들이 대왕 가와 유류왕 천이다.